# Kirche der Congregatio Jesu (Brixen)

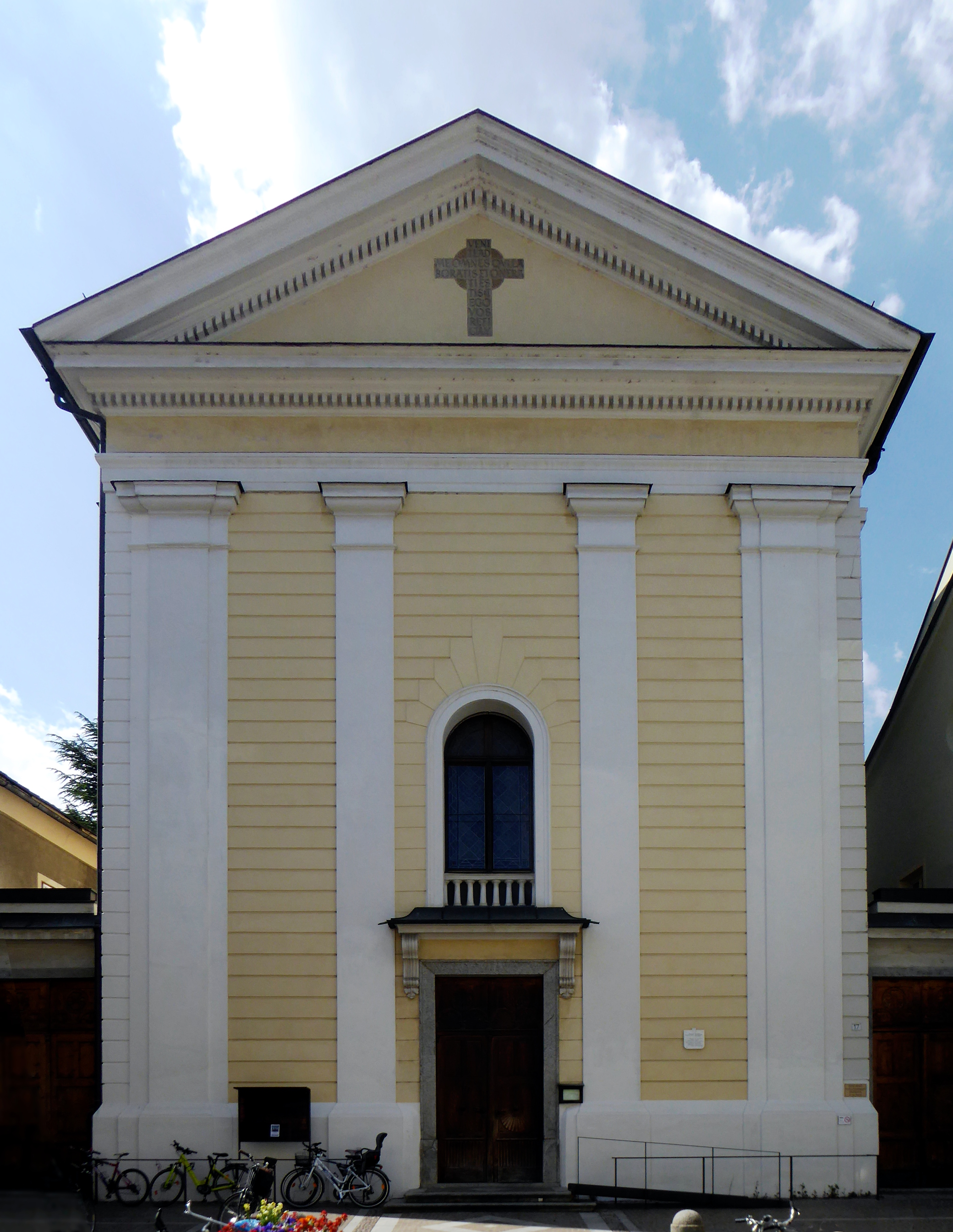
Kirche der Congregatio Jesu in Brixen

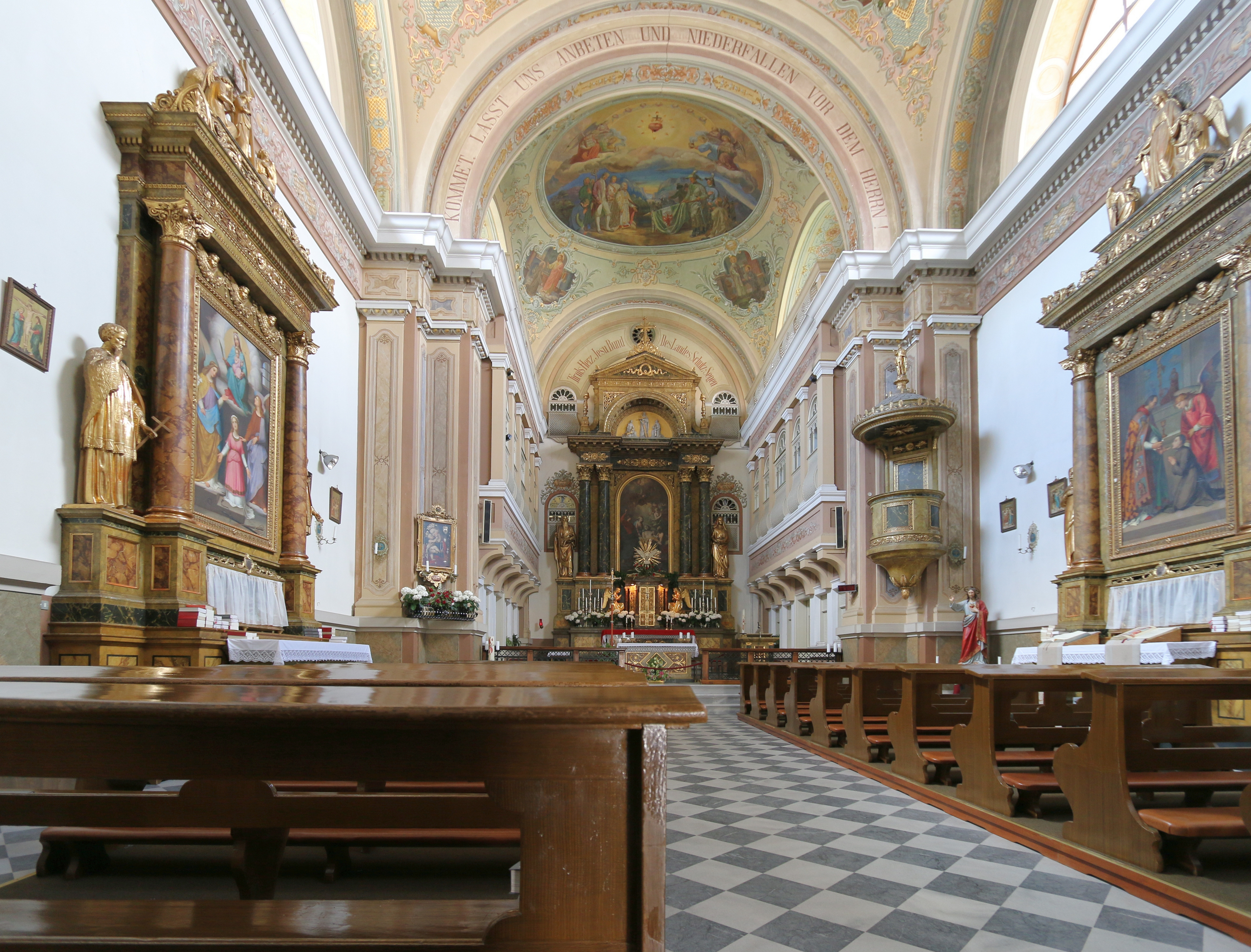
Innenraum

Die römisch-katholische Kirche der Congregatio Jesu in Brixen ist dem hl. Josef geweiht. Das klassizistische Gebäude befindet sich in der Altenmarktgasse 17 und wurde 2011 aus dem Besitz des Ordens der Englischen Fräulein von der Autonomen Provinz Südtirol übernommen.

## Geschichte
Im Juni 1739 ließen sich auf Einladung des Brixner Fürstbischofs Kaspar Ignaz von Künigl die ersten Schwestern des umgangssprachlich als Englische Fräulein bezeichneten Ordens der Congregatio Jesu in der Stadt nieder. Der Frauenorden wurde 1609 von Mary Ward für die Ausbildung und Schulung von Mädchen gegründet. Die erste Oberin in Brixen war Anna Maria Josepha Gräfin von Sarnthein, die mit drei Schwestern aus Augsburg gekommen war. Sie lebten zunächst im Hause des Bruders der Oberin, des Weihbischofs Ferdinand Joseph Gabriel von Sarnthein (1697–1762), der die Schwestern auch sonst tatkräftig förderte. So konnte bereits im November mit dem ersten Unterricht in Brixen begonnen werden, der aus den Fächern Christenlehre, Französisch, Nähen, Stricken, Schreiben und Zeichnen bestand. Den ersten fünf kostenlos unterrichteten Mädchen folgten bald weitere Heimschülerinnen, die als Kostfräulein bezeichnet wurden und Schulgeld zu entrichten hatten. Von 1743 bis 1745 wurde der erste Institutsbau errichtet, in dem die Schwestern fortan lebten. 
Erst die finanzielle Unterstützung von Förderern, zu denen auch die Kaiserin Maria Theresia zählte, ermöglichte es, 1765 mit dem Bau einer Kirche zu beginnen, die am 10. September 1768 eingeweiht wurde. Der Bau wurde von Franz de Paula Penz unter der Bauaufsicht von Georg Tangl errichtet. Am 26. April 1839 zerstörte ein Großbrand im Altenmarkt Kirche und Institutsgebäude. Die Schwestern fanden mit ihren Schülerinnen vorübergehend Aufnahme im Kloster Neustift, bis sie 1842 wieder nach Brixen zurückkehren konnten. Die neue Kirche wurde schließlich 1845–1847 errichtet, nunmehr im klassizistischen Stil. 
Zu Beginn des 21. Jahrhunderts war der Orden nicht mehr in der Lage, einen eigenen Schulbetrieb zu betreiben, weshalb das Land Südtirol die Gebäude aus Ordensbesitz für 7 Millionen Euro übernahm. Fünf Schwestern der Congregatio Jesu verblieben weiterhin in Brixen. Klostergebäude und Kirche stehen unter Denkmalschutz.

## Baubeschreibung
Die schlichte klassizistische Fassade wird durch vier Pilaster gegliedert und durch einen Dreieckgiebel bekrönt. Über dem rechteckigen Portal befindet sich ein Rundbogenfenster.
Im Inneren befinden sich Stuckaturen von Franz Singer. Das Hochaltarbild stellt den Tod des hl. Josef dar und wurde wahrscheinlich um 1770 von Josef Anton Zoller für die Pfarrkirche in Schmirn gemalt. Links und rechts davon stehen die Figuren der hll. Joachim und Anna. Figuren in Goldfassung flankieren auch die Bilder an den beiden Seitenaltären. Am linken Seitenaltar ist das Gemälde Hl. Philomena von Gebhard Flatz aus dem Jahr 1870 zu sehen, am rechten Seitenaltar jenes mit der Kommunion des hl. Antonius von Jakob Fink aus dem Jahr 1846. Im Chor befindet sich ein Deckengemälde mit der Darstellung von Jesus im Tempel von Josef Mühlmann (1854). Die übrigen Bilder und die neobarocke Dekorationsmalerei stammen von Johann Matthias Peskoller (1904).

## Sonstiges
In der Kirche wird an jedem Sonn- und Feiertag um 9.30 eine Hl. Messe in der außerordentlichen form des Römischen Ritus von der Priesterbruderschaft St. Petrus gefeiert.